# Hōfuku Maru
„Hōfuku Maru” – japoński statek towarowy oddany do służby w 1918 roku.
W okresie międzywojennym był własnością linii żeglugowych K Line. W 1941 roku, na krótko przed wybuchem wojny na Pacyfiku, został zarekwirowany przez Cesarską Armię Japońską. W czasie działań wojennych był wykorzystywany do przewozu żołnierzy i materiałów wojennych. 21 września 1944 roku został zatopiony na Morzu Południowochińskim przez amerykańskie samoloty pokładowe. Statek przewoził wtedy 1289 brytyjskich i holenderskich jeńców wojennych, spośród których 1047 poniosło śmierć.
„Hōfuku Maru” jest zaliczany do grona tzw. piekielnych statków.

## Dane techniczne
„Hōfuku Maru” był statkiem towarowym o długości 117,3 metrów, szerokości 15,5 metrów i zanurzeniu 11 metrów. Jego pojemność wynosiła 5825 BRT.
Napęd zapewniała maszyna parowa potrójnego rozprężania o mocy 436 NHP. Statek osiągał prędkość 10 węzłów.

## Historia

### Przebieg służby
Budowę statku rozpoczęto 6 sierpnia 1918 roku w stoczni Kawasaki Dockyard Company w Kobe. Początkowo planowano nadać mu nazwę „Taifuku Maru”, jednakże jeszcze w trakcie budowy zmieniono ją na „Hōfuku Maru”. Pod tą nazwą jednostka została wodowana 1 listopada 1918 roku. Do służby weszła trzy tygodnie później .
W pierwszych latach służby „Hōfuku Maru” pozostawał własnością stoczni, w której został zbudowany. Pod koniec grudnia 1919 roku wyruszył w rejs z Kobe, przewożąc 71 niemieckich jeńców wojennych, którzy w związku z podpisaniem traktatu wersalskiego mieli zostać repatriowani do ojczyzny. Do portu docelowego, którym było Wilhelmshaven, przybył 24 lutego 1920 roku.
W 1927 roku statek został sprzedany liniom żeglugowym Kawasaki Kisen Kabushiki Kaisha (K Line). W czerwcu następnego roku został oddany do dyspozycji linii Kokusai Kisen Kabushiki Kaisha, które były jednym z trzech przedsiębiorstw tworzących konglomerat K Line. W okresie międzywojennym pływał na trasach pacyficznych, a w 1938 roku odbył rejs do Portugalskiej Afryki Wschodniej .
W październiku 1941 roku, na krótko przed wybuchem wojny na Pacyfiku, został zarekwirowany przez Cesarską Armię Japońską i przystosowany do przewozu wojska. Na przełomie lutego i marca 1942 roku uczestniczył w japońskiej inwazji na Jawę. W drugiej połowie marca tegoż roku uczestniczył w operacji „U”, podczas której konwój złożony z 32 statków przewiózł do Rangunu w Birmie japońską 56. Dywizję Piechoty .
W kolejnych latach „Hōfuku Maru” pływał w konwojach na Palau, Formozę, Filipiny i Nową Gwineę, a także do Singapuru i Rabaulu .

### „Piekielny statek”

#### Pierwsza faza rejsu i postój w Manili
4 lipca 1944 roku „Hōfuku Maru” wypłynął z Singapuru w ramach konwoju SHIMI-05. W swoich ładowniach przewoził 1076 brytyjskich i 213 holenderskich jeńców wojennych, a także ładunek boksytu . Według innych źródeł łączna liczba jeńców, którzy znaleźli się na statku, wynosiła 1287. Stanowili oni część większego jenieckiego kontyngentu (tzw. Japan Party Two), który zamierzano wywieźć z Singapuru do Japonii. Spośród dziesięciu statków, które wchodziły w skład konwoju SHIMI-05, łącznie pięć przewoziło jeńców w swych ładowniach.
Rejs „Hōfuku Maru” okazał się najdłuższym, które japońskie statki przewożące jeńców wojennych odbyły w czasie wojny na Pacyfiku. Jeńcy spędzili bowiem w jego ładowniach aż 79 dni. Gdy 8 lipca konwój przybył do Miri na Borneo, okazało się, że „Hōfuku Maru” musi pozostać w porcie z powodu awarii maszyn. 18 lipca statek wznowił rejs, by następnego dnia dopłynąć do Manili. Stał w tym porcie aż do 20 września, tj. przez ponad 60 dni . Jeńcom nie pozwolono w tym czasie opuszczać ładowni. Niektórzy autorzy podają, że tak długi postój był spowodowany przede wszystkim koniecznością naprawy maszyn i oczekiwaniem na sformowanie nowego konwoju . Inni sugerują, że Japończycy obawiali się, że jeńcy mogą przenieść choroby zakaźne na Wyspy Japońskie. W szczególności mieli podejrzewać, że w ładowniach wybuchła epidemia cholery.
W czasie rejsu i postoju w Manili jeńcy licznie umierali na skutek odwodnienia, niedożywienia i chorób. Wiele ofiar pochłonęła w szczególności dyzenteria. Japończycy nie zapewnili jeńcom opieki medycznej ani lekarstw. Jeńcy-lekarze byli zmuszeni improwizować, aplikując pacjentom pirogeny przy użyciu prymitywnych igieł, które wykonano ze znalezionych w ładowniach szprych. Liczba jeńców, którzy zmarli w czasie rejsu i postoju w Manili, bywa szacowana na 98 osób, a według innych źródeł wyniosła od 94 do 184 osób.
Dopiero 24 sierpnia Japończycy zgodzili się przenieść 66 Brytyjczyków i pięciu Holendrów do więzienia Bilibid. Owi jeńcy znajdowali się w fatalnym stanie fizycznym. Mimo wysiłków podjętych przez jeńców-lekarzy, w więziennym szpitalu zmarło dziewięciu Brytyjczyków. W miejsce alianckich żołnierzy, których ewakuowano z ładowni, Japończycy umieścili taką samą liczbę jeńców, których zabrali z Bilibid.

#### Zatopienie
Późnym popołudniem 20 września „Hōfuku Maru” wypłynął z Manili w ramach konwoju MATA-27, złożonego z sześciu statków i pięciu eskortowców. Konwój zatrzymał się na noc w Zatoce Subic. Rankiem wznowił rejs, obierając kurs na port Takao na Formozie.
Jeszcze tego samego poranka, gdy konwój znajdował się na wysokości Masinloc (ok. 80 mil morskich na północ od Corregidoru), zaatakowały go samoloty pokładowe z amerykańskich lotniskowców należących do zespołu TF 38. Około godziny 10:35 „Hōfuku Maru” został trafiony trzema torpedami . Zatonął w ciągu zaledwie trzech minut. Amerykańskie samoloty zatopiły także wszystkie pozostałe statki konwoju oraz jeden eskortowiec.
1047 alianckich jeńców zatonęło wraz z „Hōfuku Maru”. Zginęło także 144 japońskich pasażerów i 11 członków załogi . Ocalałe japońskie eskortowce ratowały przede wszystkim japońskich rozbitków. Tylko 42 jeńców zostało podjętych z morza i zabranych do Takao. 
Ponadto ocalało jeszcze około 200 jeńców, którzy zdołali dopłynąć do wybrzeża Luzonu lub po pewnym czasie zostali uratowani przez japońskie jednostki, które przysłano na ratunek z pobliskich portów. Wszyscy jeńcy z tej grupy zostali osadzeni w więzieniu Bilibid lub w obozie jenieckim w Cabanatuan.

#### Epilog
25–31 marca 1947 roku przed brytyjskim trybunałem wojskowym w Singapurze był sądzony sierż. Kitaichi Jotani, który w trakcie tragicznie zakończonego rejsu „Hōfuku Maru” był odpowiedzialny za transport jeńców. Zarzucono mu nieludzkie traktowanie powierzonych mu jeńców i niepodejmowanie żadnych działań w celu poprawy ich losu, co przełożyć miało się na śmierć około 98 osób. Jotani został uznany winnym zarzucanych czynów i skazany na karę śmierci przez powieszenie. Wyrok wykonano.
„Hōfuku Maru” jest zaliczany do grona japońskich „piekielnych statków” (ang. Hellships).

## Pamięć
„Hōfuku Maru” jest jednym z „piekielnych statków”, które upamiętniono w obrębie tzw. Japanese Prison Ships Memorial Garden znajdującego się na terenie National Memorial Arboretum w brytyjskim Alrewas.